# Steinhof
Steinhof est une localité et une ancienne commune suisse du canton de Soleure, située dans le district de Wasseramt.
Elle est enclavée dans le canton de Berne.

## Histoire
Steinhof tient son nom des nombreux blocs erratiques qui ornent son territoire. On en dénombre plusieurs centaines, dont certains sont exceptionnels par leur taille. Le plus gros d'entre eux surnommé la Grosse Fluh est le plus grand bloc erratique du Plateau suisse qui mesure environ 1200 mètres cubes.
Plusieurs blocs erratiques sont taillés et témoignent d'une utilisation cultuelle par les Romains et les Helvètes qui continua jusqu'à l'ère chrétienne.
Le 1er janvier 2012, l'ancienne commune de Steinhof a été englobée dans celle de Aeschi.